# Virginia Slims of California 1984
Il Virginia Slims of California 1984 è stato un torneo di tennis giocato sul sintetico indoor.
È stata la 14ª edizione del torneo, che fa parte del Virginia Slims World Championship Series 1984.
Si è giocato a Oakland negli Stati Uniti, dal 9 al 15 gennaio 1984.

## Campionesse

### Singolare
Hana Mandlíková ha battuto in finale  Martina Navrátilová con il punteggio di 7–6(6), 3–6, 6–4

### Doppio
Martina Navrátilová /  Pam Shriver hanno battuto in finale  Rosemary Casals /  Alycia Moulton con il punteggio di 6–2, 6–3